# Paranonyma nigrosignata
Paranonyma nigrosignata är en skalbaggsart som beskrevs av Stefan von Breuning 1980. Paranonyma nigrosignata ingår i släktet Paranonyma och familjen långhorningar.
Artens utbredningsområde är Madagaskar. Inga underarter finns listade i Catalogue of Life.